# Алтарь Геллера
Алтарь Геллера (нем. Der Heller-Altar); другое название: Алтарь Коронования Девы Марии (нем. Der Krönung Mariens) — живописный алтарный триптих, отдельные створки которого были написаны Альбрехтом Дюрером и Маттиасом Грюневальдом между 1507 и 1511 годами по заказу патриция Якоба Геллера для церкви доминиканского монастыря во Франкфурте-на-Майне. Основная часть алтаря сохранилась в копии, выполненной в XVI веке живописцем Йобстом Харрихом (Jobst Harrich). Другие части рассредоточены по нескольким музеям Франкфурта и Карлсруэ.

## История создания
В конце XV — первой четверти XVI веков доминиканский монастырь во Франкфурте-на-Майне украшали лучшие художники того времени, в их числе был Ганс Гольбейн Старший, анонимный Мастер из Франкфурта и Ханс Бальдунг Грин. Для южного нефа монастырской церкви член франкфуртского муниципалитета, патриций Якоб Геллер в 1507 году от своего имени и имени своей жены Катарины Мелем заказал алтарный образ.
Центральную часть алтаря должен был выполнить работавший в Нюрнберге Альбрехт Дюрер. Четыре картины для левой и правой наружных створок Геллер заказал — хотя те должны были, как и первые, выполняться в технике гризайли — жившему в Ашаффенбурге Маттиасу Грюневальду, поскольку Дюрер медлил с выполнением заказа. Немецкий историограф XVII века Иоахим фон Зандрарт, «видевший алтарь до его гибели, сообщал что к нему были прикреплены неподвижные створки, выполненные в технике гризайли Матисом из Ашаффенбурга. Эти неподвижные створки дошли до нашего времени, хотя и разъединёнными. Источники сообщают о работах Грюневальда для франкфуртского монастыря доминиканцев в 1511—1512 годах. Видимо тогда и были созданы эти крылья с изображениями святых Лаврентия, Кириака (Франкфурт-на-Майне, Институт Штеделя), Елизаветы и Люции (?) (Карлсруэ, Кунстхалле)».
Дюрер не был во Франкфурте, и помощники мастера отправили часть его работы во Франкфурт в августе 1509 года, о чём свидетельствует автопортрет мастера, помещённый на дальнем плане картины с надписью и датой. Сохранились письма Дюрера, адресованные Геллеру, по поводу работы над алтарём. Картины Маттиаса Грюневальда были, вероятно, выполнены несколько позднее, так что алтарь мог быть установлен в церкви самое позднее в 1512 году.
В 1614 году герцог Максимилиан Баварский приобрёл центральную часть алтаря для своей коллекции произведений искусства. Не позднее 1617 года с работы Дюрера нюрнбергским художником Йобстом Харрихом была выполнена копия для алтаря, который оставался во Франкфурте до 1617 года. Оглядываясь назад, можно сказать, что это была необыкновенная удача, поскольку оригинал Дюрера был утрачен примерно столетие спустя во время пожара Мюнхенской резиденции в 1724 году.
В ходе последующей секуляризации монастырей художественные произведения доминиканского монастыря были разрознены, в том числе и Алтарь Геллера. Створки были сняты с алтаря в XVIII веке, в 1804 году панели были разделены. В настоящее время большая часть алтаря находится во Франкфурте. В Историческом музее экспонируется реконструкция алтаря с копией центральной части Харриха и выполненными в мастерской Дюрера картинами внутренних створок.

## Иконография и композиция алтаря
Российский германист М. Я. Либман отмечал: «Алтарь Геллера с изображением Коронования Марии на центральной створке, самый большой алтарь Дюрера. Мы знаем только по копиям, что по своему типу он напоминал одноимённую картину молодого Рафаэля». Дюрер в это время только что вернулся из второй поездки в Италию, поэтому основная композиция, возможно, была вдохновлена «Алтарём Одди», или «Коронованием Девы Марии» (1503) Рафаэля, который в одной картине соединил две иконографических темы: «Вознесение Девы Марии» и «Коронование Богоматери». Неизвестно, мог ли Дюрер видеть произведение Рафаэля непосредственно в Перудже в конце своего пребывания в Венеции в 1506 году, или он познакомился с «Алтарём Одди» через его гравированные копии и рисунки.
В нижней части композиции Рафаэля показана пустая гробница, наполненная лилиями, и окружившие её апостолы. В верхней части — сцена Коронования Девы. Центральная створка Алтаря Геллера также разделена на две зоны: земную и небесную. Внизу изображены апостолы, собравшиеся у пустой гробницы. Среди них — склонённая фигура Фомы Неверующего, проверяющего пустую гробницу. Почти в центре, но на дальнем плане, Дюрер изобразил себя, держащим доску, на которой обозначен год окончания работы над картиной.
В верхней, небесной части композиции Деву Марию коронуют Иисус и Бог Отец. Над Её головой парит голубь, обозначающий присутствие Святого Духа. Таким образом Царицу Небесную коронует Пресвятая Троица. Церемония происходит, в соответствии с иконографией, сложившейся в Северной Европе, в окружении множества ангелов. Композиция Коронования напоминает известную картину Ангеррана Картона (1454, Лувр, Париж).
На левой створке, под сценой мученичества святого Иакова изображён коленопреклонённый донатор Якоб Геллер со своим гербом. На правой створке представлена сцена мученичества Екатерины Александрийской, внизу — супруга Геллера Катарина фон Мелем со своим гербом. Выбор святых явно связан с именами донаторов.
Картины для внешних панелей выполнены в технике гризайли. Известно о восьми монохромных частях алтаря, где изображены:
- Святой Кириак, исцеляющий дочь Диоклетиана (Грюневальд, в настоящее время — в Штеделевском институте).
- Святой Лаврентий (Грюневальд, в настоящее время — в Штеделевском институте).
- Святая Елизавета Тюрингская (Грюневальд, в настоящее время — в Кунстхалле, Карлсруэ).
- Святая мученица (предположительно, Луция) (Грюневальд, в настоящее время — в Кунстхалле, Карлсруэ).
- Святой Пётр (мастерская Дюрера).
- Святой Павел (мастерская Дюрера).
- Святой Христофор (мастерская Дюрера).
- Фома Аквинский и два святых короля (мастерская Дюрера).

## Детали алтаря

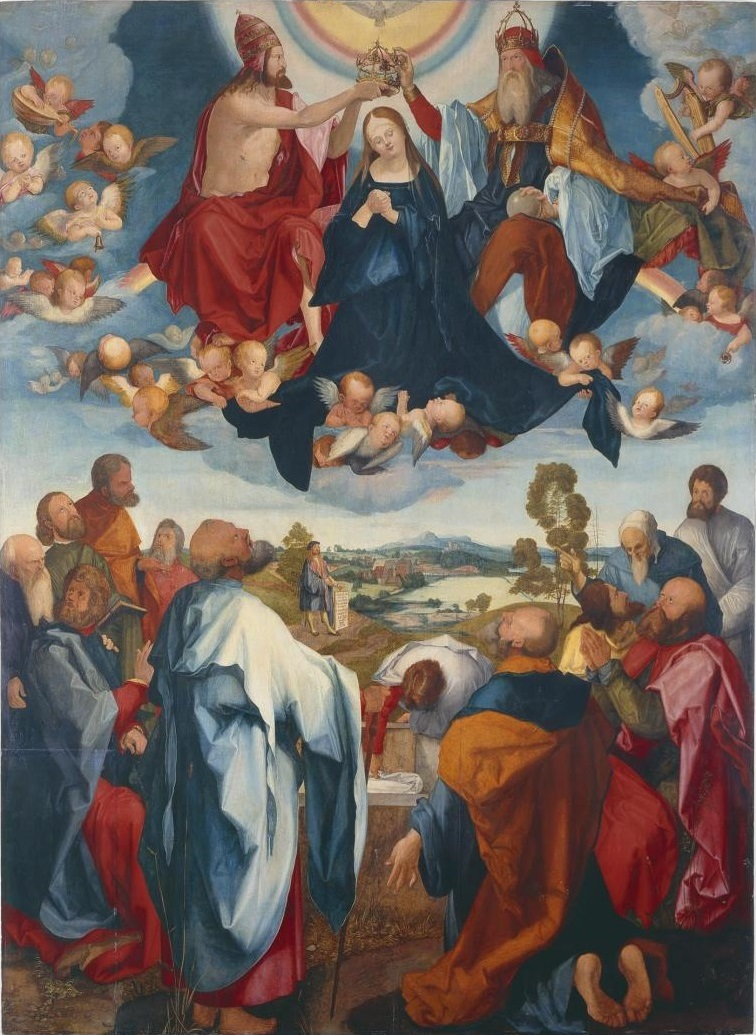
Центральная панель
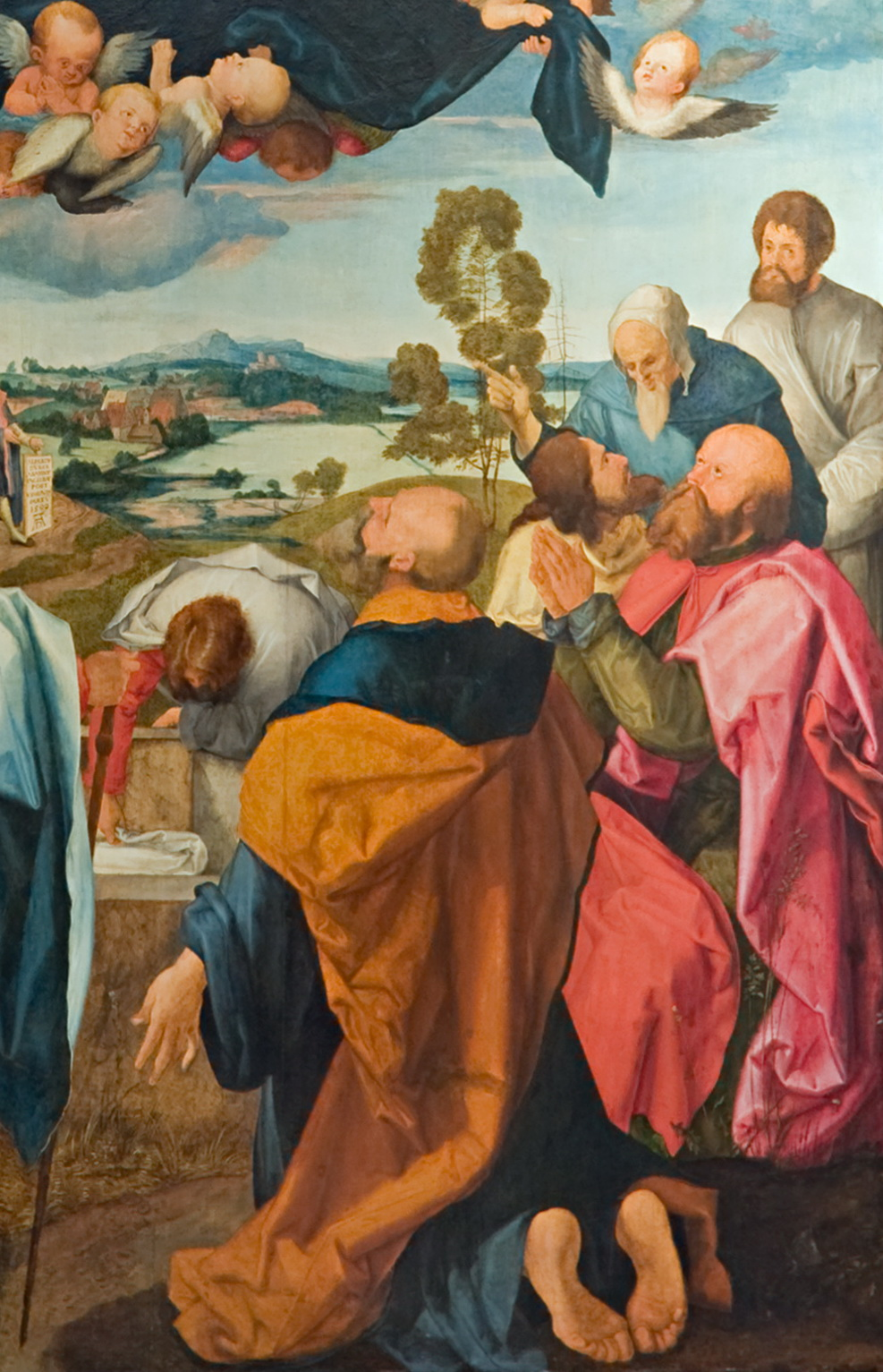
Фигуры апостолов
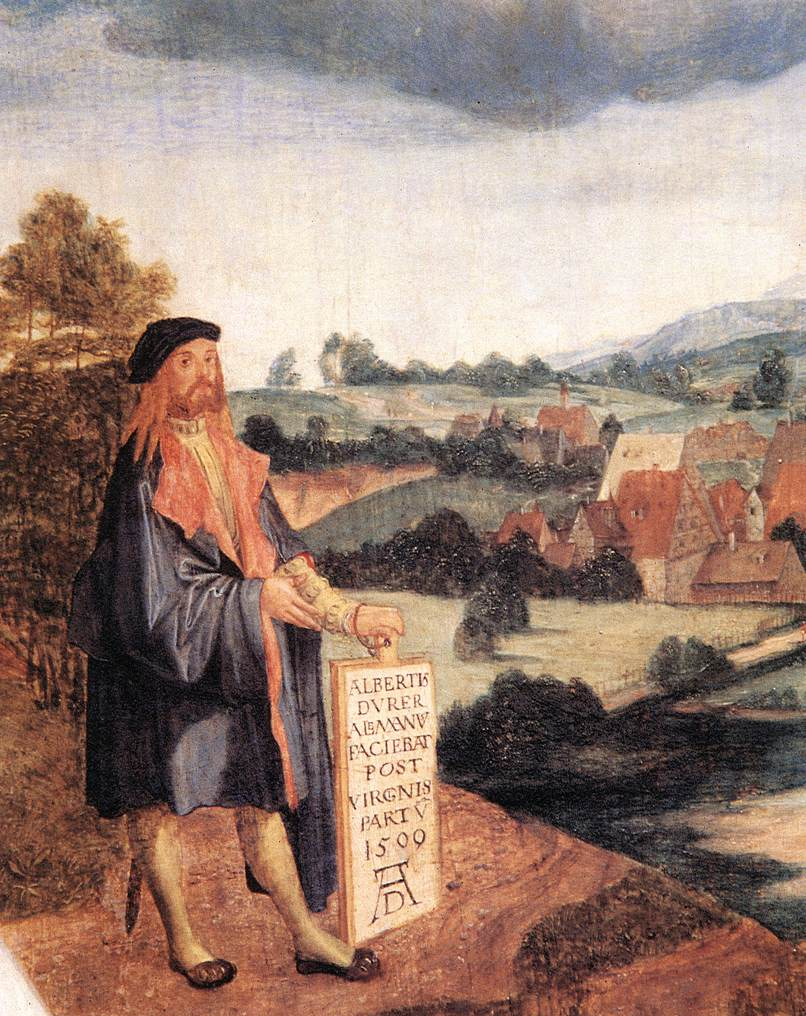
Aвтопортрет А. Дюрера
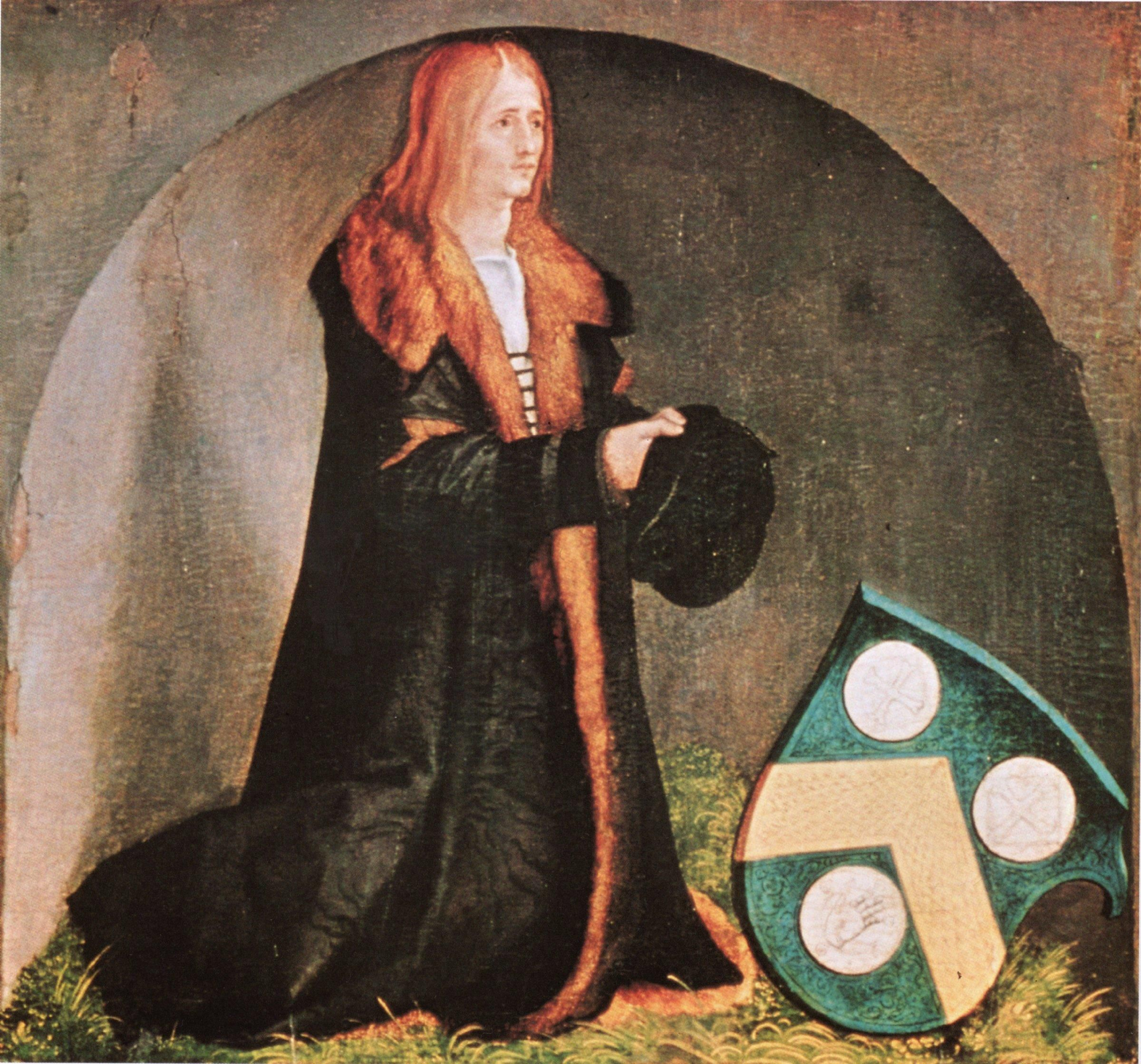
Фигура донатора Якоба Геллера
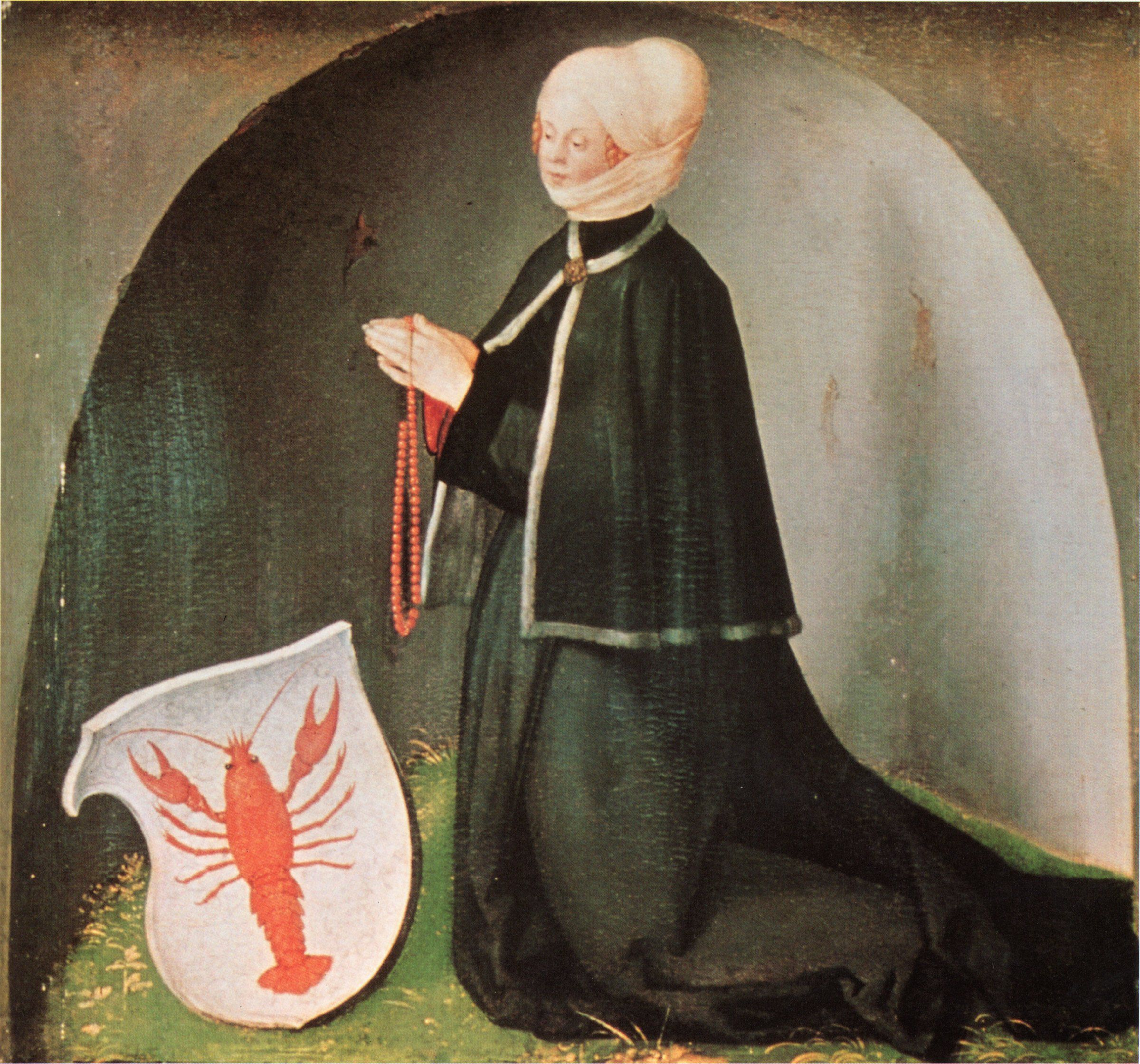
Катарина Геллер (Мелем)
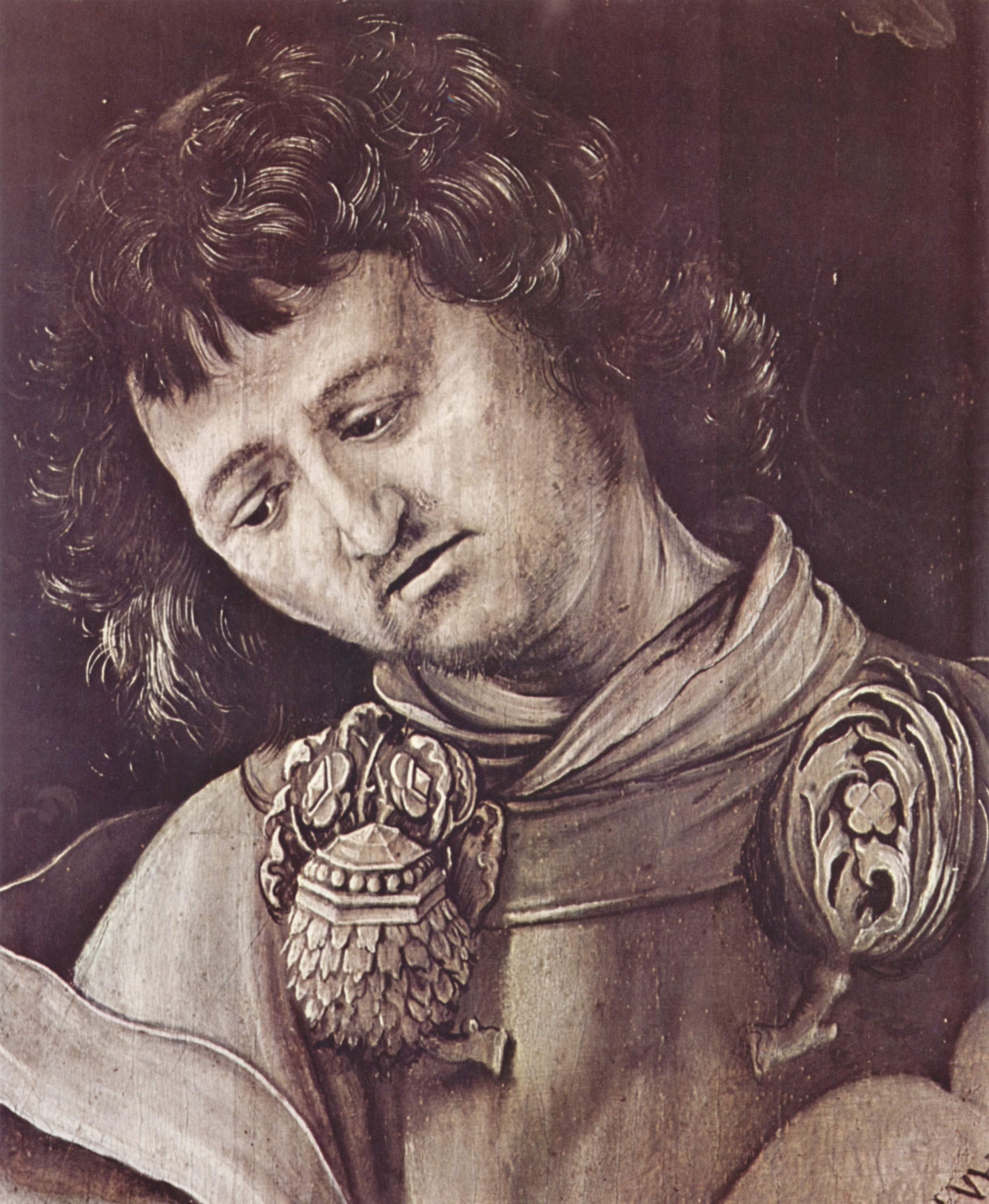
Святой Кириак. Гризайль (темпера)
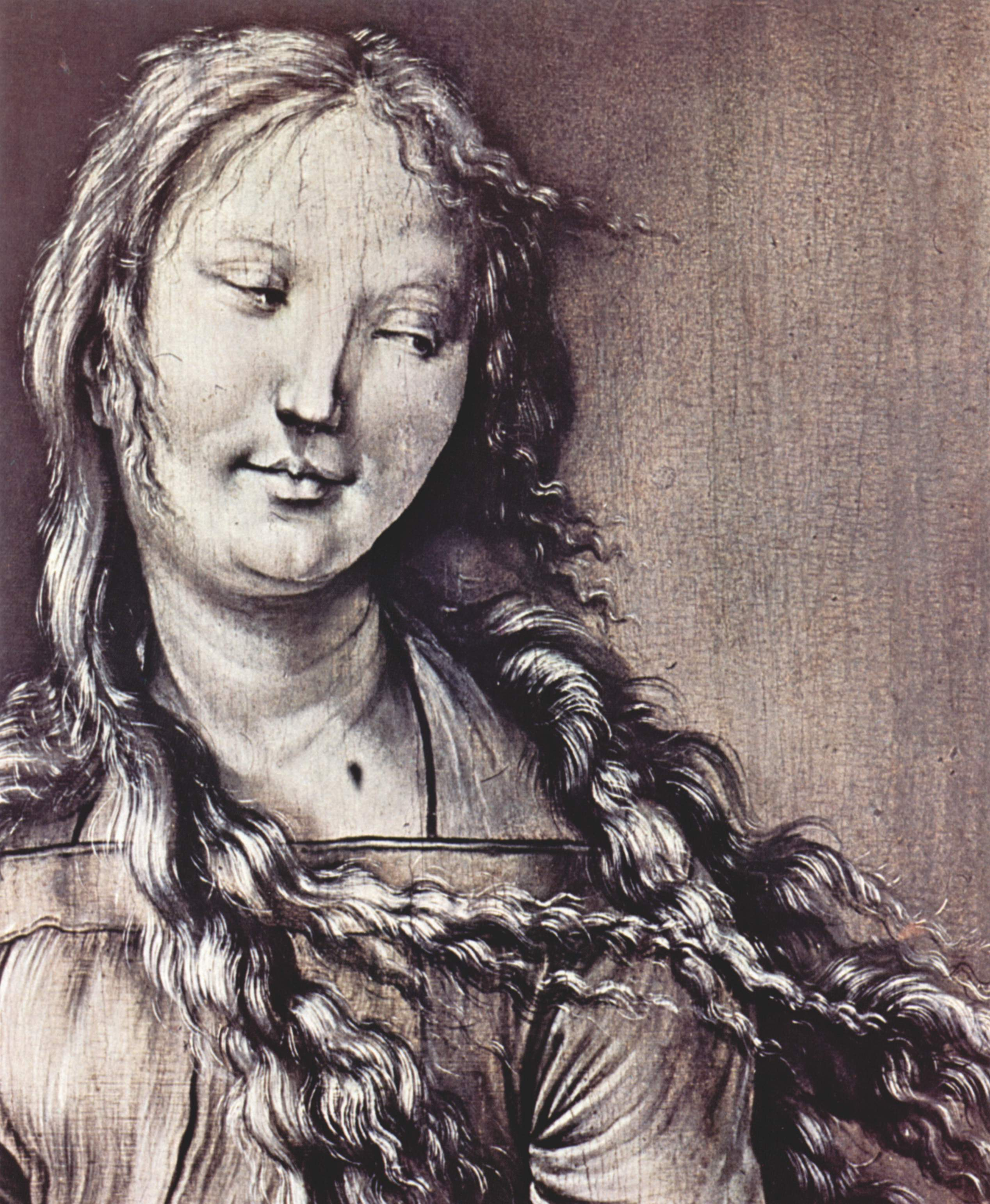
Святая Луция (?)